# Wahlisaurus
Wahlisaurus es un género extinto de ictiosaurio perteneciente a la familia  Leptonectidae, cuyos restos fueron encontrados en el Reino Unido, en Nottinghamshire en algún momento anterior al año 1951, no siendo descritos hasta 2016 por el paleontólogo Dean Lomax.

## Descripción
El único espécimen conocido incluye un cráneo y un esqueleto incompleto. Este comparte determinadas características, como un hocico largo y delgado con otros leptonéctidos que vivieron por la misma época (por ejemplo, Eurhinosaurus, Excalibosaurus, etc.). La extensión de la sobremordida es menor que la de Eurhinosaurus. Otras diferencias pueden observarse en la cintura pélvica de Wahlisaurus. En ella, tanto el hueso coracoides como el contacto entre el coracoides y la escápula poseen un foramen.

## Etimología
El ejemplar holotipo, catalogado como LEICT G454.1951.5 fue nombrado en honor de William Wahl y la profesora Judy Massare, ambos especialistas en reptiles marinos del Mesozoico.